# 긴다리소똥구리
긴다리소똥구리는 딱정벌레목 소똥구리과 소똥구리아과의 곤충이다. 수컷의 뒷다리가 길게 발달한 것이 특징이다. 일본과 중국 남부를 제외한 구북구에 분포한다. 

## 대한민국에서
긴다리소똥구리는 1990년 강원도 철원과 양구에서 확인된 것을 마지막으로 분포가 확인되지 않다가 23년 뒤인 2013년에 다시 발견되었다. 종 보호 차원에서 대한민국 국외로 반출이 금지된 종이다.

## 사진

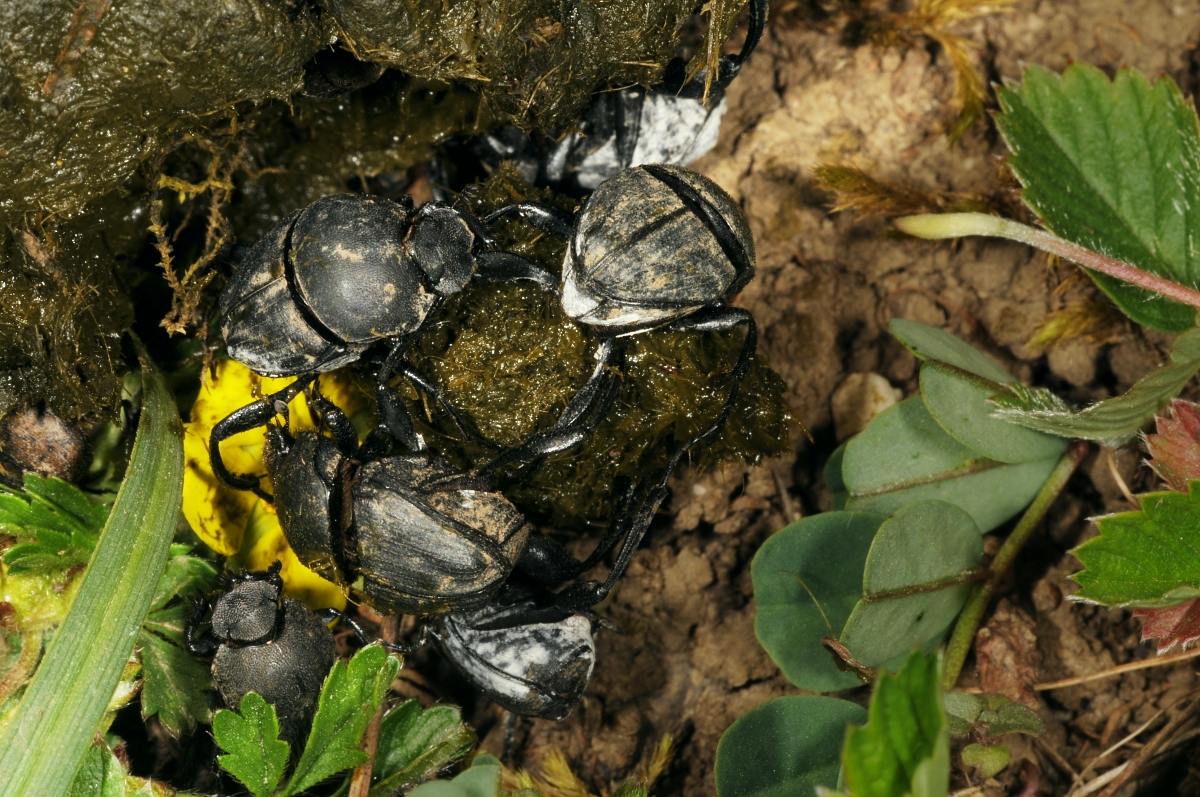
헤센, 독일
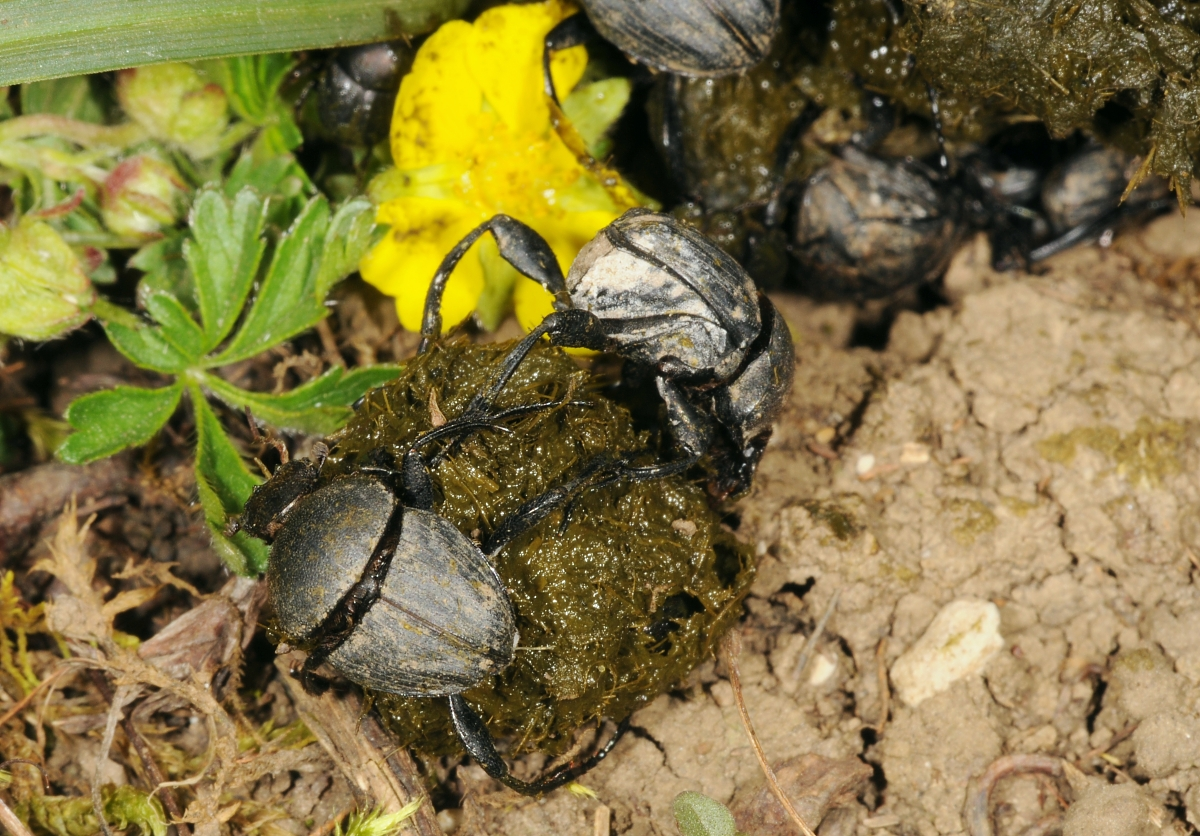
헤센, 독일
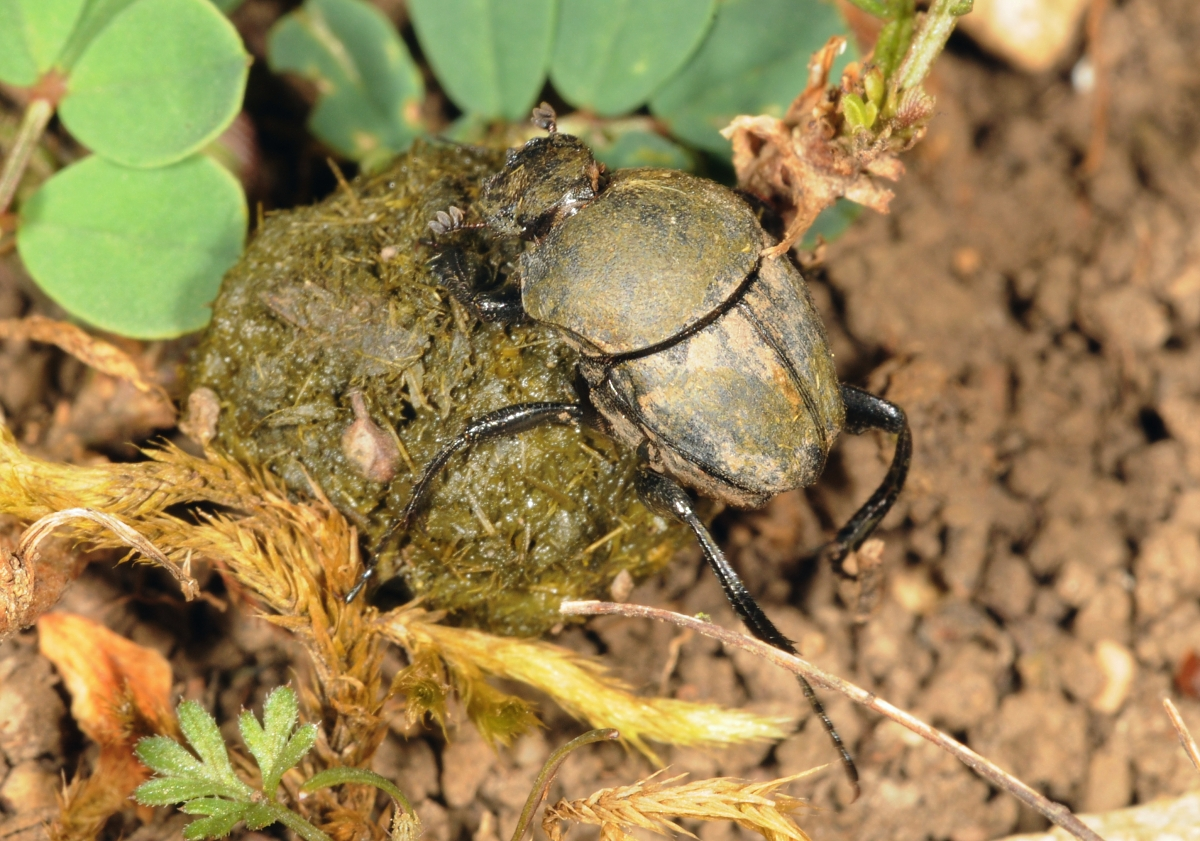
헤센, 독일
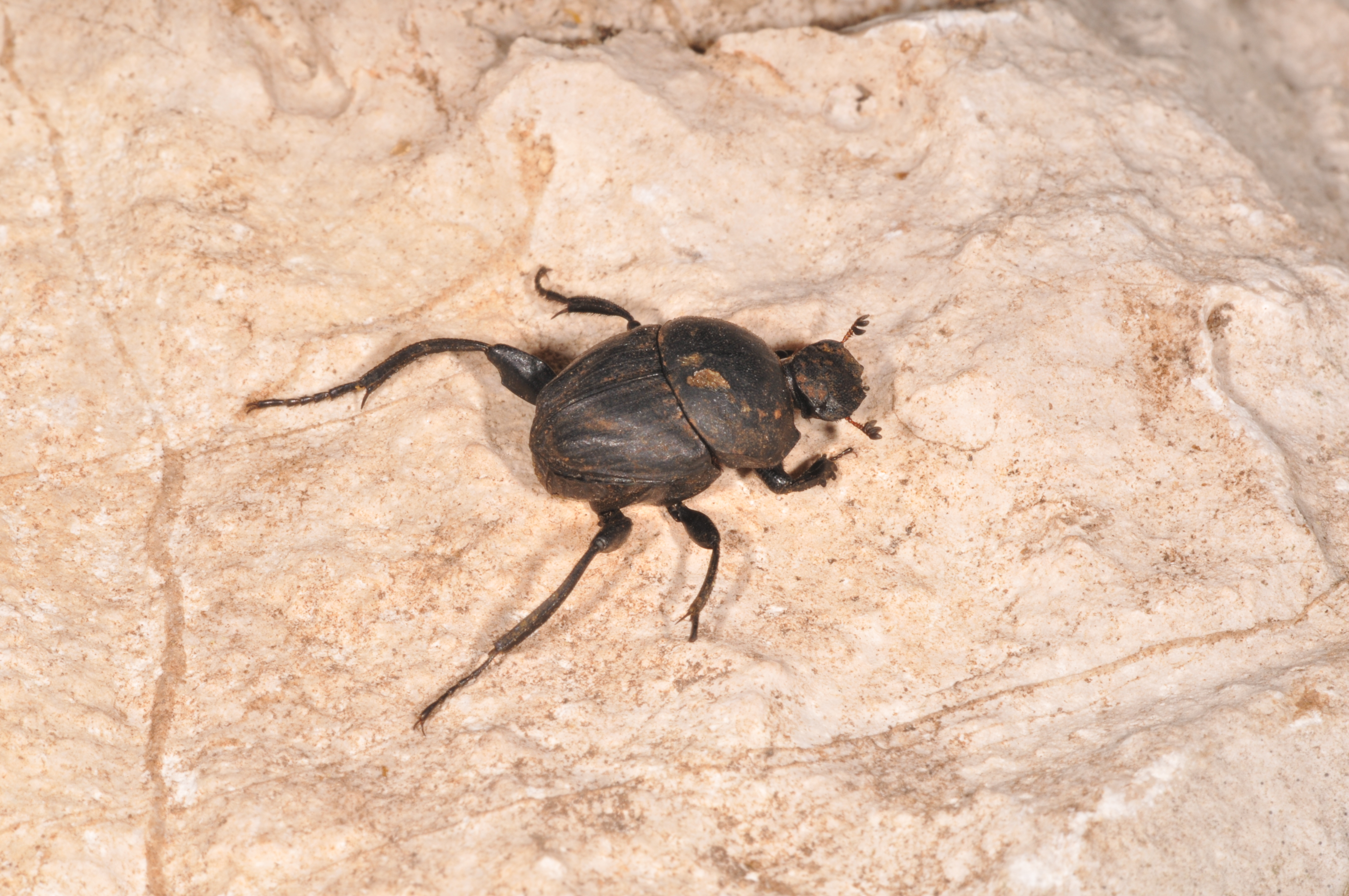
크로아티아
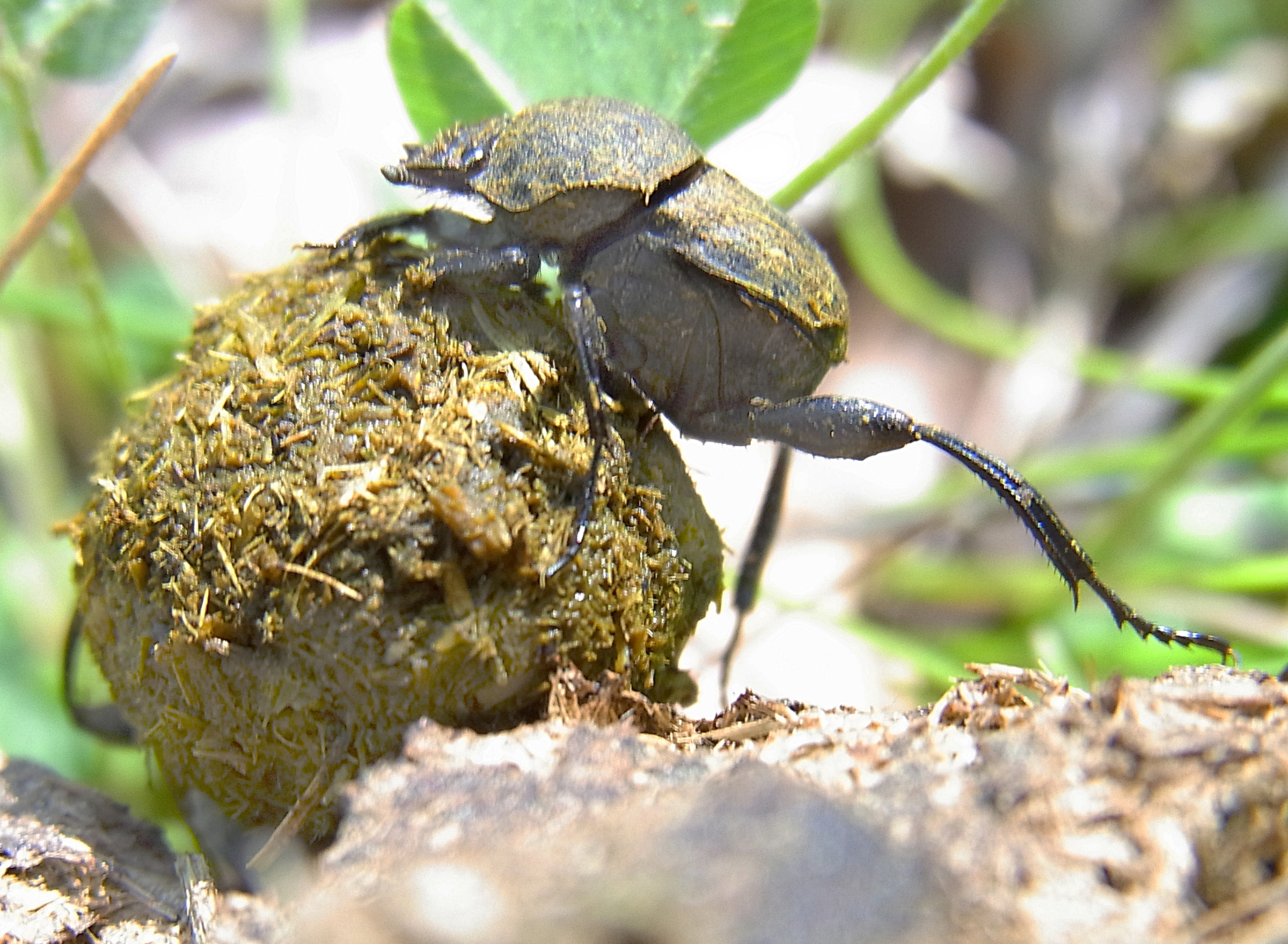
북부 스페인
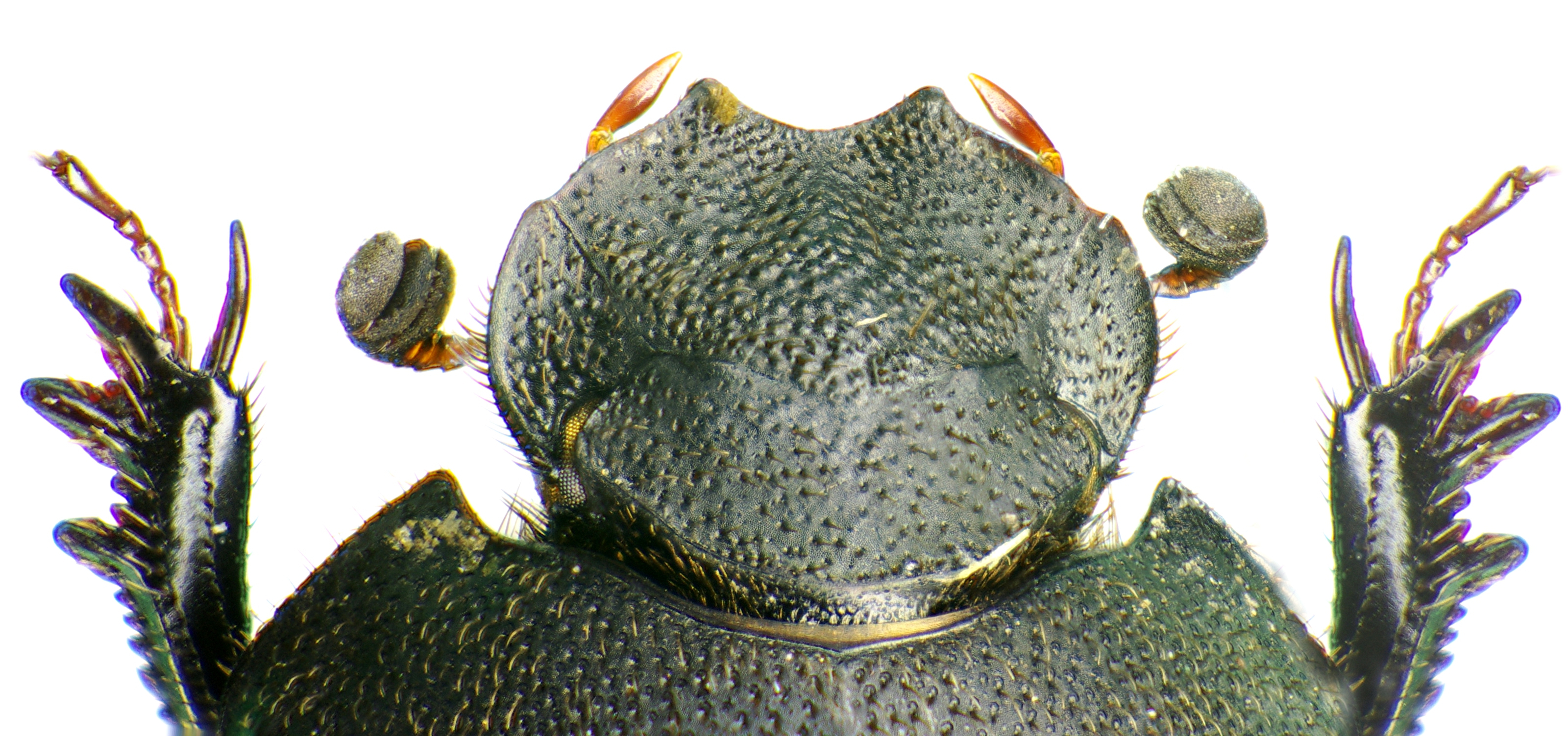
머리
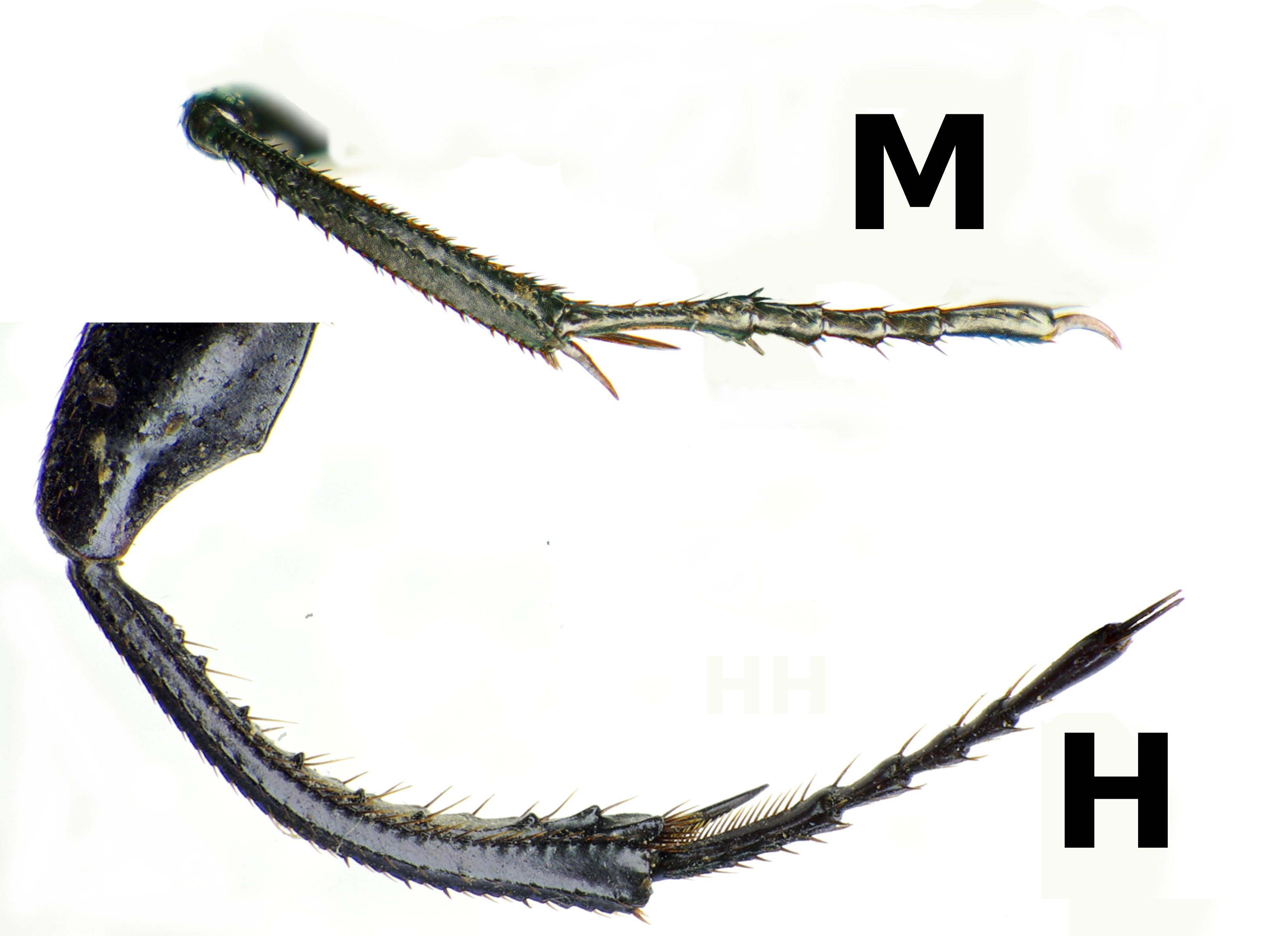
중간 다리와 뒷다리
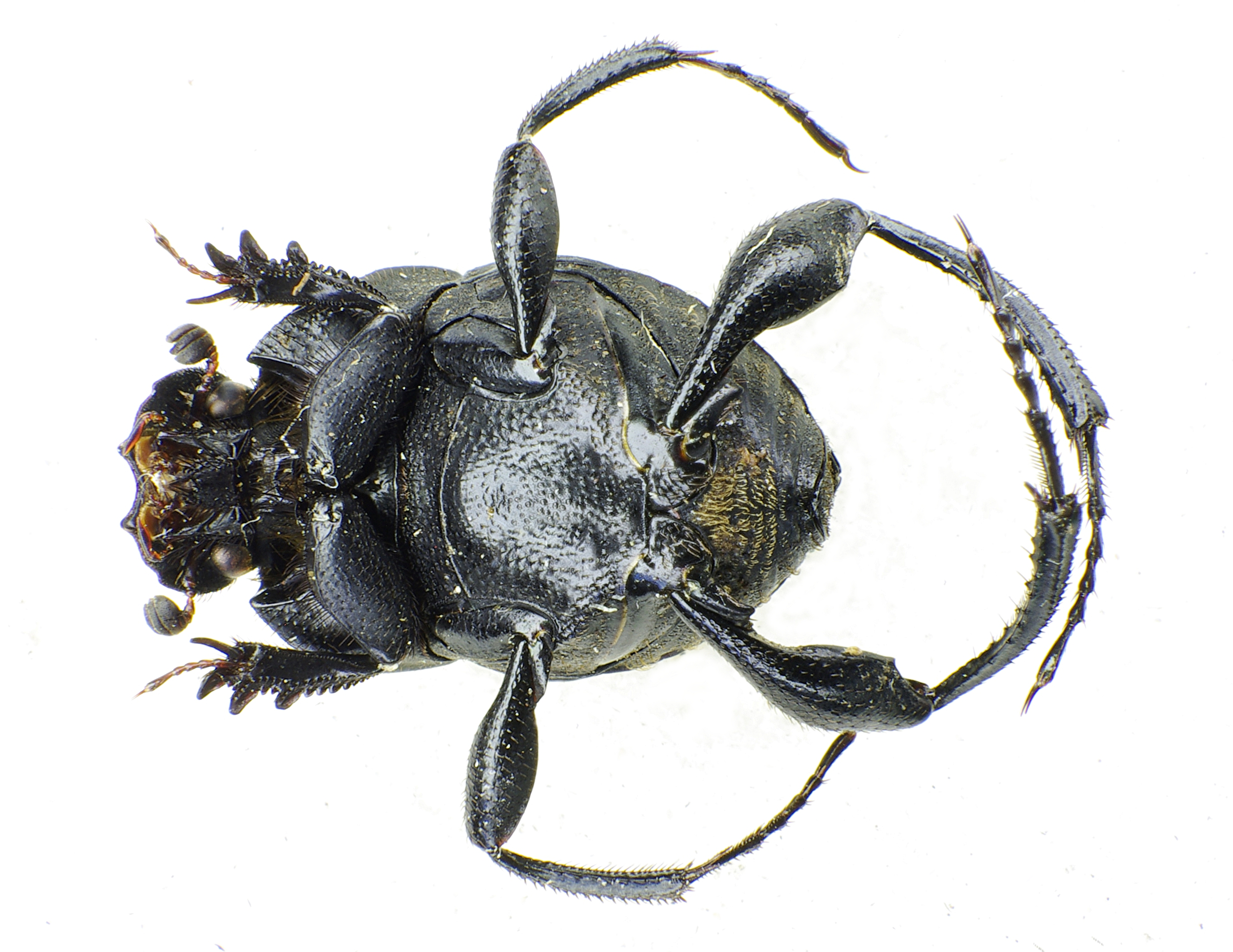
아랫면